# Katherine Swynford
Katherine Swynford (1350. – 1403.) bila je treća supruga Johna od Gaunta, prvoga vojvode od Lancastera, sina kralja Eduarda III. Prije toga je bila Gauntova dugogodišnja ljubavnica. Njihova djeca, rođena prije njihove ženidbe, dobili su status zakonite djece Johna od Gaunta tijekom vladavine Gauntova nećaka, Rikarda II. Međutim, kada je Gauntov sin zasjeo na englesko prijestolje kao Henrik IV., izdao je mjeru kojom zabranjuje da oni ili njihovi potomci ikada ostvare pravo na englesku krunu. Međutim, statut parlamenta to nije odobrio te se na to ubrzo zaboravilo.

## Život prije Johna od Gaunta
Swynford je imala dvije sestre, Phillippu i Isabel, te brata Walter de Roet. Vjeruje se da je Katherine bila najmlađe dijete u obitelji koja je 1351. godine stigla u Englesku. Udala se za viteza Hugh Swynford 1366. godine. Njezin je suprug služio Johnu od Gaunta, a Katherine je bila pozvana u Gantovo kućanstvo kao guvernanta njegovim kćerima. Gauntova supruga, Blanche, dopustila je Katherininoj kćeri Blanche (po kojoj je dobila ime) da se pridruži odajama svojih kćeri te uživa u istom raskošu.

## Kraljevska ljubavnica
Blanche od Lancastera, Gauntova supruga, umrla je 1368. godine, u dobi od 23 godine (najvjerojatnije od "crne smrti", dok joj je suprug bio u inozemstvu. U nekom trenutku nakon njezine smrti, započela je ljubavna veza između Katherine i Johna koja će potrajati do kraja njihovog života.
Kada su njezinog muža pozvali 1371. godine da se pridruži postrojbi u Francuskoj, stradao je od teške bolesti. Širila se glasina da je Gaunt poslao slugu da ga otruje.

### Prekid
John je ugovorio politički pogodan brak s Konstancijom Kastiljskom koja je polagala pravo na kastiljsku krunu. Deset godina kasnije, 1381., Katherineina veza s Johnom je završila te je ona napustila njegovo kućanstvo. Kada je Konstancija umrla 1394. godine, Katherine i John su se pomirili.

## Supruga Johna od Gaunta
Dvije godine poslije pomirenja,1396., John i Katherine su se vjenčali u katedrali Lincoln. Katherine je postala vojvotkinja Lancastera i druga dama do kraljice. John od Gaunta je umro tri godine poslije i zakopan pokraj svoje prve supruge.
Rikard II., Johnov nećak, oduzeo je Katherine sve naslove i imanja, pa se ona povukla u Lincoln. Katherine je Johna nadživjela za četiri godine, umirući u svojim ranim pedesetima.

## Potomstvo
Sa suprugom Hughom Swynfordom:
- Blanche Swynford kojoj je John od Gaunta kumovao na krštenju.
- Thomas Swynford
- Margaret Swynford

Djeca s Johnom od Gaunta:
- John Beaufort, prvi grof od Somerseta (1373. – 1410.)
- Henry, kardinal Beaufort (1375. – 1447.)
- Thomas Beaufort, vojvoda od Exetera (1377. – 1426.)
- Joan Beaufort, grofica od Westmorlanda (1379. – 1440.)

## "Majka dinastija"

### Ratovi dviju ruža
Joan Beaufort, kći Katherine Swynford, bila je baka Eduarda IV. i Rikarda III.

### Nastanak dinastije Tudor
Njihovi potomci su bili članovi ugledne obitelji Beaufort koja je igrala veliku ulogu u kasnijim Ratovima dviju ruža. Henrik VII., začetnik vladarske dinastije Tudor, zasjeo je na englesko prijestolje 1485. godine nakon što je porazio Rikarda III. Polaganje svojih prava na prijestolje je temeljio na činjenici da je njegova majka, Margareta Beaufort, potomak Katherine Swynford i Johna od Gaunta. U to je doba zakonitost putem majčine linije za krunu bilo, u najmanju ruku, dvojbeno. Međutim, nakon pobjede na bitci na Bosworthskom polju i ženidbe Elizabetom od Yorka, Henrik VII. je učvrstio svoju vlast i i dinastiju.

### Dinastija Stuart u Škotskoj
Kći Johna Beauforta, Joan, udala se za škotskoga kralja Jakova I. te su njezini potomci bili pripadnici dinastije Stuart.

## U književnosti
Jeannette Lucraft je napisala biografiju Katherine Swynford, Katherine Swynford: The History of a Medieval Mistress. Lucraft ju prikazuje kao važnu političku figuru u Engleskoj tijekom 14. stoljeća, kao i njezinu sposobnost manipuliranja društvenih normi u svoju korist.

Alison Weir je također objavila biografiju o njoj i Johnu od Gaunta, tvrdeći:
"nema nijednog njezinog preživjelog pisma, nijedna njezina izgovorena riječ nije zabilježena. Ništa od njezinih predmeta nije sačuvano... Njezina oporuka je izgubljena... Ona je slavna, ali paradoksalno, malo se o njoj zna."